# Самнер (Айова)
Самнер (англ. Sumner) — місто (англ. city) в США, в округах Бремер і Фаєтт штату Айова. Населення — 2030 осіб (2020).

## Географія
Самнер розташований за координатами 42°50′58″ пн. ш. 92°5′50″ зх. д. / 42.84944° пн. ш. 92.09722° зх. д. (42.849372, -92.097154).  За даними Бюро перепису населення США в 2010 році місто мало площу 6,56 км², з яких 6,52 км² — суходіл та 0,03 км² — водойми.

## Демографія
Згідно з переписом 2010 року, у місті мешкало 2028 осіб у 869 домогосподарствах у складі 555 родин. Густота населення становила 309 осіб/км².  Було 944 помешкання (144/км²).
Расовий склад населення:
| - 98,5 % — білих - 0,8 % — азіатів |

До двох чи більше рас належало 0,6 %. Частка іспаномовних становила 0,7 % від усіх жителів.
За віковим діапазоном населення розподілялося таким чином: 22,0 % — особи молодші 18 років, 52,6 % — особи у віці 18—64 років, 25,4 % — особи у віці 65 років та старші. Медіана віку мешканця становила 45,3 року. На 100 осіб жіночої статі у місті припадало 84,5 чоловіків;  на 100 жінок у віці від 18 років та старших — 84,0 чоловіків також старших 18 років.
Середній дохід на одне домашнє господарство  становив 57 284 долари США (медіана — 51 298), а середній дохід на одну сім'ю — 69 095 доларів (медіана — 63 233). Медіана доходів становила 50 345 доларів для чоловіків та 29 375 доларів для жінок. За межею бідності перебувало 11,3 % осіб, у тому числі 13,6 % дітей у віці до 18 років та 9,7 % осіб у віці 65 років та старших.
Цивільне працевлаштоване населення становило 1016 осіб. Основні галузі зайнятості: освіта, охорона здоров'я та соціальна допомога — 34,6 %, виробництво — 22,3 %, роздрібна торгівля — 10,4 %, фінанси, страхування та нерухомість — 7,2 %.